# Be-Music Script
Be-Music Script (BMS)는 리듬게임을 하기 위한 파일 확장자 중 하나로, 1998년에 우라오 야네가 고안하였다. BMS 파일은 어떤 버튼을 플레이어가 눌러야 하는지, 노트 배열이 어떻게 되어 있는지를 알려준다. BMS는 그림이나 소리를 같은 폴더에서 불러온다. 왜냐하면 BMS파일은 그 자체로 그림이나 소리를 포함하고 있지 않기 때문이기 때문에 대개 호환되는 그림이나 소리 파일이 같이 들어있다.
BMS 파일은 원래 비트매니아를 따라했다, 하지만 간단한 구조로 인해 스텝매니아를 포함한 다양한 무료 리듬액션 게임에서 확장자를 채택했다. BMS의 음악은 대개 사람들이 창작해낸 음악들로 되어있지만, 어떤 경우는 오히려 상업용 음악이기도 하다. BMS파일에는 여러 가지 확장된 의미를 내포하고 있는 확장자가 있다, 그중에서도 BME 확장자 (7-버튼의 비트매니아 IIDX같은 종류에 사용), PMS 확장자 (팝픈뮤직같은 종류에 사용)가 있고 기능이 확장된 예로는 대표적으로 '롱 노트' 기능이 있다.
특히나 이 중 상업용 BMS에 대해서는 불법으로 간주되어 많은 사람들의 멸시를 받고 있는 것도 많다. 특히 한국에는 EZ2DJ의 상용BMS가, 일본에는 비트매니아 IIDX의 상용 BMS가 많이 있다.

## 포맷
|      | BMS       | BME      | BML         | PMS | BMSON                  |
| ---- | --------- | -------- | ----------- | --- | ---------------------- |
| 특징 | 기존 포맷 | 7키 포맷 | 롱노트 추가 | 9키 | JSON을 기반으로한 포맷 |

## 구동기의 종류

### 대한민국
MixWaver
대한민국내 최초의 구동기. Puzzle 모드 등의 여러 기능이 있다.
Rhythm-it
대한민국에서 Nvyu가 제작한 구동기. 지금은 개발을 멈추고 인터넷 랭킹만을 지원한다.
Ruv-it
Nvyu가 제작중인 Rhythm-It의 후기 구동기. 현재 베타버전이 있고 베타버전에서 일부 버그들을 제보받고 있다. 현재는 인터넷 랭킹도 지원한다.
Whistle
대한민국에서 만들어진 아케이드 게임인 EZ2DJ의 기능을 표방해 만든 구동기. 점수 계산체계가 EZ2DJ의 계산방법과 같지만 0.72버전은 불법으로 간주되어 일부 사람들에게 회피되고 있다. 알 수 없는 이유로 인해 더 이상 개발을 하고 있지 않다.

### 일본
BM98
세계 최초의 구동기. 우라오 야네가 일본에서 고안했다.
Nazo Player
일본에서 상당히 많이 쓰이는 BMS 구동기. 대한민국에는 별로 알려지지 못했다.
Lunatic Rave (1 , 2 Beta , 2 Beta 2.5 , 2 Beta 3)
현존하는 구동기 중에 비트매니아 IIDX와 가장 흡사하며, 일본에서 가장 많이 쓰이는 구동기이다. 대한민국에도 많이 알려진 구동기이다. Lunatic Rave I의 경우는 Endless Music이라는 구동기로 스킨, 사운드셋이 수정된 것도 있다. Lunatic Rave 2 Beta 3부터는 인터넷 랭킹 및 코스 플레이 등 지원.
nanasigroove (ナナシグルーヴ)
Nazo Player, Lunatic Rave와 더불어 일본에서 많이 쓰이는 구동기.

### 그 외
O2Mania
중국에서 만든 구동기. O2JAM을 개조해서 만들었기 때문에 사람들에게 불법으로 간주되어 공개되지 않고 있다.
Synth'n
역시 중국에서 제작된 구동기 대한민국 온라인 게임 디제이맥스 온라인을 누군가가 개조해서 만든 구동기. 역시 사람들에게 불법으로 간주되어 공개되지 않고 있다.

## 같이 보기
- 리듬 게임
- 비트매니아
- 비트매니아 IIDX
- 팝픈뮤직
- 비마니 시리즈

### BMS 커뮤니티
- Be-Music Scripting Museum
- BMS Academy

### 대회
- PArty Be-Music ArT! (a.k.a PABAT!
- BMS of figthers (a.k.a BOF)
- (일본어) Digital Emergency Exit 2 일본의 BMS 대회가 모여있다.
- (일본어) BMS EVENT LIST 전 세계의 BMS 이벤트가 총망라되어 있다.

### BMS 확장자 지원 사이트
- (일본어) Be-Music'98 (BM98) 우라오 야네의 사이트. 더 이상 운영하지 않는다.
- (일본어) BM98 Kikuchan Version Drink Edition
- (일본어) nazobmplay
- (일본어) Lunatic Rave 2
- MixWaver 보관됨 2007-09-28 - 웨이백 머신
- rhythm-it